# Tomanj
Tomanj (em cirílico: Томањ) é uma vila da Sérvia localizada no município de Krupanj, pertencente ao distrito de Mačva, na região de Rađevina. A sua população era de 370 habitantes segundo o censo de 2011.

## Demografia
| 1948 | 1953 | 1961 | 1971 | 1981 | 1991 | 2002 | 2011 |
| ---- | ---- | ---- | ---- | ---- | ---- | ---- | ---- |
| 612  | 636  | 601  | 502  | 433  | 451  | 433  | 370  |